# Eupeodes ohmi
Eupeodes ohmi är en tvåvingeart som beskrevs av Kassebeer 2000. Eupeodes ohmi ingår i släktet fältblomflugor, och familjen blomflugor.
Artens utbredningsområde är Réunion. Inga underarter finns listade i Catalogue of Life.